# ОШ „Бранко Радичевић” Штаваљ
ОШ „Бранко Радичевић” Штаваљ, насељеном месту на територији општине Сјеница, почела је са радом 1893. године.

## Историјат
По оснивању школе за првог учитеља дошао је Михајло Балшић из Подврха, из сјеничког краја који је основну школу завршио у Сјеници за 300 динара годишње плате. Године 1894. у школи је постојао само први разред са 28 ученика. У школској 1894/1895. години школа у Штављу је имала 35 ученика, док је у школској 1895/96. години у школи је било 38 ученика и једна ученица. Пошто је школска зграда делимично завршена, школска година почела је са радом 9. јануара 1904. године и када школа није имала четврти разред.
Године 1906. школска зграда још није била завршена па се црквено-школска општина обратила влади Србије тражећи да јој помогне градњу школе. Добили су 100 динара, а за остатак су прикупљали прилог. Ту је 1906. године прослављен школски празник Савиндан. Службовали су пароси, поп Радоје Поповић и Михаило Балшић. Домаћин славе у школи био је школски тутор Вуксан Ракоњац, а за следећу године се прихватио газда Видоје Радуловић. Учитељ је те године био Т. Михаиловић. До затварања школе је дошло 1910. године, да би 1911. године школу у Штављу уписало 72 ученика, али није имало ни једне ученице. 

## Школа данас
Школска зграда за матичну школу у Штављу изграђена је 1968. године. Школски простор задовољава потребе основног образовања кроз кабинетску наставу. Школа нема фискултурну салу, у дворишту постоје асфалтирана игралишта за мали фудбал, кошарку и одбојку.
У саставу матичне школе раде три истурена одељења у
- Ступу у школској згради која је изграђена 1957. године
- Брњици у школској згради која је подугнута 1926. године
- Драгојловићима у школској згради која је подигнута 1975. године.